# JDOM

JDOM es una biblioteca de código abierto para manipulaciones de datos XML optimizados para Java. A pesar de su similitud con DOM del consorcio World Wide Web (W3C), es una alternativa como documento para modelado de objetos que no está incluido en DOM. La principal diferencia es que mientras que DOM fue creado para ser un lenguaje neutral e inicialmente usado para manipulación de páginas HTML con JavaScript, JDOM se creó específicamente para usarse con Java y por lo tanto beneficiarse de las características de Java, incluyendo sobrecarga de métodos, colecciones, etc. Para los programadores de Java, JDOM es una extensión más natural y correcta. Se asemeja al sistema RMI optimizado para Java (invocación remota de métodos), y se amolda mejor que CORBA (arquitectura de intermediario solicitador de objetos comunes) que es más neutral respecto a los lenguajes.
Como dato curioso, aunque JDOM parezca un acrónimo de Java Document Object Model (Documento de Modelado de Objetos en Java), esto no es así, siendo desmentido por el propio proyecto de JDOM.

## Ejemplos
Supongamos que el archivo "foo.xml" es el siguiente:
```
  
<tienda
 
nombre=
"tienda para geeks"
 
ubicacion=
"Tokio, Japon"
>

    
<computadora
 
nombre=
"iBook"
 
precio=
"$1200"
 
/>

    
<historieta
 
nombre=
"Dragon Ball Volumen 1"
 
precio=
"$9"
 
/>

    
<nivel_geek_de_la_tienda
 
precio=
"sin precio"
 
/>

  
</tienda>

```

Es posible parsear el documento XML en un árbol de objetos Java con JDom:
```
  
SAXBuilder
 
builder
 
=
 
new
 
SAXBuilder
 
();

  
Document
 
doc
 
=
 
builder
.
build
 
(
new
 
FileInputStream
 
(
"foo.xml"
));

  
Element
 
root
 
=
 
doc
.
getRootElement
 
();

  
root
.
getName
 
();
                            
// devuelve "tienda"

  
root
.
getAttributeValue
 
(
"nombre"
);
          
// devuelve "tienda para geeks"

  
root
.
getAttributeValue
 
(
"ubicacion"
);
       
// devuelve "Tokio, Japon"

  
root
.
getChildren
 
();
                        
// devuelve una [[java.util.List]] de objetos que tiene tres Element

```

También es posible realizar el proceso inverso, es decir construir un árbol de elementos y luego crear un archivo XML:
```
  
Element
 
root
 
=
 
new
 
Element
 
(
"tienda"
);

  
root
.
setAttribute
 
(
"nombre"
,
 
"tienda para geeks"
);

  
root
.
setAttribute
 
(
"ubicación"
,
 
"Tokio, Japon"
);

  
Element
 
item1
 
=
 
new
 
Element
 
(
"computadora"
);

  
item1
.
setAttribute
 
(
"nombre"
,
 
"iBook"
);

  
item1
.
setAttribute
 
(
"precio"
,
 
"$1200"
);

  
root
.
addContent
 
(
item1
);

  
// Realizamos lo mismo con los elementos restantes

  
XMLOutputter
 
outputter
 
=
 
new
 
XMLOutputter
 
(
""
,
true
);

  
try
{

      
outputter
.
output
 
(
new
 
Document
(
root
),
new
 
FileOutputStream
 
(
"foo2.xml"
));

  
}
 
catch
 
(
Exception
 
e
){

      
e
.
getMessage
();

  
}

```